# Xanthogramma maculipenne
Xanthogramma maculipenne är en tvåvingeart som beskrevs av Josef Mik 1887. Xanthogramma maculipenne ingår i släktet kilblomflugor, och familjen blomflugor. Inga underarter finns listade i Catalogue of Life.